# 68. BAFTA-gála
A 68. BAFTA-gálát 2015. február 8-án tartotta a Brit film- és televíziós akadémia a Royal Opera Houseban, melynek keretében a 2014. év legjobb filmjeit és alkotóit díjazta.

## Díjazottak és jelöltek
| Legjobb film | Legjobb rendező |
| --- | --- |
| Sráckor - Birdman avagy (A mellőzés meglepő ereje) - A Grand Budapest Hotel - Kódjátszma - A mindenség elmélete | Richard Linklater – Sráckor - Wes Anderson – A Grand Budapest Hotel - Damien Chazelle – Whiplash - Alejandro González Iñárritu – Birdman avagy (A mellőzés meglepő ereje) - James Marsh – A mindenség elmélete                                                                                        |
| Legjobb férfi főszereplő | Legjobb női főszereplő |
| Eddie Redmayne – A mindenség elmélete - Benedict Cumberbatch – Kódjátszma - Ralph Fiennes – A Grand Budapest Hotel - Jake Gyllenhaal – Éjjeli féreg - Michael Keaton – Birdman avagy (A mellőzés meglepő ereje) | Julianne Moore – Still Alice - Amy Adams – Nagy szemek - Felicity Jones – A mindenség elmélete - Rosamund Pike – Holtodiglan - Reese Witherspoon – Vadon |
| Legjobb férfi mellékszereplő | Legjobb női mellékszereplő |
| J. K. Simmons – Whiplash - Steve Carell – Foxcatcher - Ethan Hawke – Sráckor - Edward Norton – Birdman avagy (A mellőzés meglepő ereje) - Mark Ruffalo – Foxcatcher | Patricia Arquette – Sráckor - Keira Knightley – Kódjátszma - Rene Russo – Éjjeli féreg - Imelda Staunton – Büszkeség és bányászélet - Emma Stone – Birdman avagy (A mellőzés meglepő ereje) |
| Legjobb eredeti forgatókönyv | Legjobb adaptált forgatókönyv |
| Wes Anderson, Hugo Guinness – A Grand Budapest Hotel - Damien Chazelle – Whiplash - Dan Gilroy – Éjjeli féreg - Alejandro González Iñárritu, Nicolás Giacobone, Alexander Dinelaris Jr., Armando Bo – Birdman avagy (A mellőzés meglepő ereje) - Richard Linklater – Sráckor | Anthony McCarten – A mindenség elmélete - Jason Dean Hall – Amerikai mesterlövész - Gillian Flynn – Holtodiglan - Paul King, Hamish McColl – Paddington - Graham Moore – Kódjátszma |
| Legjobb operatőr | Legjobb debütálás (brit forgatókönyvíró, filmrendező vagy producer) |
| Emmanuel Lubezki – Birdman avagy (A mellőzés meglepő ereje) - Dick Pope – Mr. Turner - Hoyte van Hoytema – Csillagok között - Robert Yeoman – A Grand Budapest Hotel - Łukasz Żal, Ryszard Lenczewski – Ida | Stephen Beresford (író), David Livingstone (producer) – Büszkeség és bányászélet - Gregory Burke (író), Yann Demange (rendező) – 71 - Elaine Constantine (rendező/író) – Northern Soul - Paul Katis (rendező/producer), Andrew de Lotbiniere (producer) – Kajaki - Hong Khaou (rendező/író) – Lilting |
| Kiemelkedő brit film | Legjobb filmzene |
| A mindenség elmélete - 71 - Paddington - Büszkeség és bányászélet - Kódjátszma - A felszín alatt | Alexandre Desplat – A Grand Budapest Hotel - Jóhann Jóhannsson – A mindenség elmélete - Mica Levi – A felszín alatt - Antonio Sánchez – Birdman avagy (A mellőzés meglepő ereje) - Hans Zimmer – Csillagok között                                                                                     |
| Legjobb hang | Legjobb díszlet |
| - Thomas Curley, Ben Wilkins, Craig Mann – Whiplash - Walt Martin, John Reitz, Gregg Rudloff, Alan Robert Murray, Bub Asman – Amerikai mesterlövész - Thomas Varga, Martin Hernández, Aaron Glascock, Jon Taylor, Frank A. Montaño – Birdman avagy (A mellőzés meglepő ereje) - Wayne Lemmer, Christopher Scarabosio, Pawel Wdowczak – A Grand Budapest Hotel - John Midgley, Lee Walpole, Stuart Hilliker, Martin Jensen, Andy Kennedy – Kódjátszma | Adam Stockhausen, Anna Pinnock – A Grand Budapest Hotel - Rick Heinrichs, Shane Vieau – Nagy szemek - Nathan Crowley, Gary Fettis – Csillagok között - Suzie Davies, Charlotte Watts – Mr. Turner - Maria Djurkovic, Tatiana Macdonald – Kódjátszma                                                   |
| Legjobb vizuális effektek | Legjobb jelmez |
| Csillagok között - A majmok bolygója: Forradalom - A galaxis őrzői - A hobbit: Az öt sereg csatája - X-Men: Az eljövendő múlt napjai | Milena Canonero – A Grand Budapest Hotel - Colleen Atwood – Vadregény - Jacqueline Durran – Mr. Turner - Sammy Sheldon Differ – Kódjátszma - Steven Noble – A mindenség elmélete |
| Legjobb smink | Legjobb vágás |
| Frances Hannon, Mark Coulier – A Grand Budapest Hotel - Elizabeth Yianni-Georgiou, David White – A galaxis őrzői - Peter Swords King, J. Roy Helland – Vadregény - Christine Blundell, Lesa Warrener – Mr. Turner - Jan Sewell – A mindenség elmélete | Tom Cross – Whiplash - Douglas Crise, Stephen Mirrione – Birdman avagy (A mellőzés meglepő ereje) - John Gilroy – Éjjeli féreg - Barney Pilling – A Grand Budapest Hotel - William Goldenberg – Kódjátszma - Jinx Godfrey – A mindenség elmélete                                                      |
| Legjobb nem angol nyelvű film | Legjobb animációs film |
| Ida • Lengyelország - Leviatán (Левиафан) • Oroszország - Ezerízű szerelem (The Lunchbox) • India - Trash • Brazília - Két nap, egy éjszaka (Deux jours, une nuit) • Franciaország/Belgium | A Lego-kaland - Hős6os - Doboztrollok |
| Legjobb animációs rövidfilm | Legjobb rövidfilm |
| The Bigger Picture - Monkey Love Experiments - My Dad | Boogaloo and Graham - Emotional Fusebox - Slap - The Kármán Line - Three Brothers |
| Legjobb dokumentumfilm | Orange Rising Star Award |
| Citizenfour - 20 Feet from Stardom - 20 000 nap a Földön - Vivian Maier nyomában - Virunga | Jack O'Connell - Gugu Mbatha-Raw - Margot Robbie - Miles Teller - Shailene Woodley |

### Kiemelkedő brit hozzájárulás a mozifilmekhez
BBC Films

### Akadémiai tagság
Mike Leigh

## Legtöbb díj és jelölés

### Díj
- 5 díj: A Grand Budapest Hotel
- 3 díj: Sráckor, A mindenség elmélete, Whiplash

### Jelölés
- 11 jelölés: A Grand Budapest Hotel
- 10 jelölés: Birdman avagy (A mellőzés meglepő ereje), A mindenség elmélete
- 9 jelölés: Kódjátszma
- 5 jelölés: Sráckor, Whiplash
- 4 jelölés: Csillagok között, Mr. Turner, Éjjeli féreg
- 3 jelölés: Büszkeség és bányászélet
- 2 jelölés: 71, Amerikai mesterlövész, Nagy szemek, Foxcatcher, Holtodiglan, A galaxis őrzői, Ida, Vadregény, Paddington, A felszín alatt